# Het Kanaal 173-175
Het dubbele woonhuis aan het Kanaal 173-175 in Assen, gebouwd in 1935-1936, onderscheidt zich door een zakelijk expressionistische vormgeving die aansluit bij de architectuur van het functionalisme. Het pand werd ontworpen door architect J.F.A. Göbel in opdracht van dichter en aforist Evert Rinsema.

## Architectuur en relatie met De Stijl
Het ontwerp van het woonhuis aan het Kanaal vertoont verwantschap met andere panden die Göbel in de stijl van de Nieuwe Haagse School ontwierp. Toch zijn er duidelijke verschillen, die mogelijk te verklaren zijn door de invloed van Evert Rinsema op het ontwerpproces. Het huis draagt namelijk veel kenmerken van de kunststroming De Stijl, waarvan opdrachtgever Rinsema een van de initiators was. Het huis is opgebouwd uit verschillende blokvormige volumes die in hoogte en diepte ten opzichte van elkaar verspringen en in elkaar schuiven. De gevels zijn opgetrokken uit schone, rode baksteen en bevatten recht gesloten gevelopeningen. De vensters van de rechterwoning (175) zijn grotendeels nog voorzien van de oorspronkelijke stalen ramen.
De asymmetrische voorgevel heeft een brede, hoger opgaande rechter gevelpartij, die wordt geleed door een uitgemetselde schoorsteen. Links van de schoorsteen bevindt zich een hoekportiek met een gemetselde hoekkolom en een stichtingssteen. De gevelpartij bevat een om de hoek gaand venster met afgesnoten hoek. De lagere, terugstaande linker gevelpartij is in beide bouwlagen voorzien van een venster.

## Vriendschap tussen Göbel en Rinsema
Evert Rinsema en zijn vrouw raakten in Assen bevriend met het echtpaar Göbel. Göbel had het destijds financieel moeilijk, en de Rinsema's ondersteunden het gezin regelmatig. Aangezien de Rinsema's geen kinderen hadden, fungeerden Göbels zonen, Henk en vooral Willem, min of meer als hun surrogaatkinderen. Door een leeftijdsverschil van zo'n 20 jaar kan Evert Rinsema ook gezien worden als een kunstzinnige vaderfiguur voor de jonge Göbel.
De vriendschap tussen de families bleef goed, zelfs nadat de Göbels naar Arnhem verhuisden. Evert Rinsema schonk zijn briefwisseling met Theo van Doesburg aan Göbel, wat de diepgang van hun relatie benadrukt. In de correspondentiemap van Göbel zijn vellen met Rinsema's aforismen teruggevonden, mogelijk uitgetypt door zijn vrouw Co.
Naast de gesprekken over De Stijl, is het waarschijnlijk dat de vriendschap ook een spirituele dimensie had. Göbel was een overtuigd katholiek in een niet-katholieke omgeving en Evert Rinsema was goed thuis in de katholieke mystici, zoals Meister Eckhart en Johannes Tauler. Zijn aforismen gingen vaak over het hogere of het wezenlijke, wat de mogelijkheid van gesprekken over geloof aannemelijk maakt. Dit mystieke aspect van Rinsema's werk is mogelijk onderbelicht gebleven.

## Waardering
Het woonhuis is van algemeen belang vanwege de cultuurhistorische, de architectuurhistorische en de ensemblewaarde. Het is een bijzonder werk uit het oeuvre van J.F.A. Göbel en heeft cultuurhistorische waarde als een uitdrukking van de woningbouw voor de middenstand in het Interbellum. Door zijn kenmerkende hoofdvorm, materiaalgebruik en detaillering is het pand van architectuurhistorisch belang. Het heeft ook ensemblewaarde als een beeldbepalend onderdeel van de bebouwing aan het Kanaal en wordt gewaardeerd vanwege de herkenbaarheid en de gaafheid van het exterieur.